# Еглпјер
Еглпјер (фр. Aiglepierre) насеље је и општина у источној Француској у региону Франш-Конте, у департману Јура која припада префектури Лон ле Соније.
По подацима из 2011. године у општини је живело 426 становника, а густина насељености је износила 61,12 становника/km². Општина се простире на површини од 6,97 km². Налази се на средњој надморској висини од 356 метара (максималној 631 m, а минималној 278 m).

## Демографија
| 1962. | 1968. | 1975. | 1982. | 1990. | 1999. | 2011. |
| ----- | ----- | ----- | ----- | ----- | ----- | ----- |
| 214   | 220   | 259   | 301   | 357   | 342   | 426   |

График промене броја становника у току последњих година